# Abecedarul (film din 1984)
Abecedarul este un film românesc documentar scurtmetraj din 1984 regizat și scris de Paula Segall și Doru Segall. Filmările au avut loc la Liceul Industrial nr. 36.

## Prezentare
Prezintă emoția elevilor din clasa I.